# Katarina Mögenburg
Katarina Mögenburg (Colonia, 16 giugno 1991) è un'altista norvegese di origini tedesche.
Figlia dell'altista tedesco Dietmar Mögenburg.

## Palmarès
| Anno | Manifestazione    | Sede      | Evento        | Risultato | Prestazione | Note |
| ---- | ----------------- | --------- | ------------- | --------- | ----------- | ---- |
| 2009 | Europei juniores  | Novi Sad  | Salto in alto | 19ª (q)   | 1,69 m      |      |
| 2010 | Mondiali juniores | Moncton   | Salto in alto | 20ª (q)   | 1,78 m      |      |
| 2011 | Europei under 23  | Ostrava   | Salto in alto | 19ª (q)   | 1,77 m      |      |
| 2013 | Europei under 23  | Tampere   | Salto in alto | 23ª (q)   | 1,77 m      |      |
| 2015 | Europei indoor    | Praga     | Salto in alto | 11ª (q)   | 1,87 m      |      |
| 2016 | Europei           | Amsterdam | Salto in alto | 18ª (q)   | 1,85 m      |      |